# Yangjiafang (sockenhuvudort i Kina, Hunan Sheng, lat 29,76, long 111,36)
Yangjiafang är en sockenhuvudort i Kina. Den ligger i provinsen Hunan, i den södra delen av landet, omkring 230 kilometer nordväst om provinshuvudstaden Changsha. Antalet invånare är 8 592. Befolkningen består av 4 296 kvinnor och 4 296 män. Barn under 15 år utgör 18,0 %, vuxna 15-64 år 67 %, och äldre över 65 år 14,0 %.
Runt Yangjiafang är det ganska tätbefolkat, med 185 invånare per kvadratkilometer. Närmaste större samhälle är Xinpu, 8,5 km söder om Yangjiafang. I omgivningarna runt Yangjiafang växer huvudsakligen savannskog.
Genomsnittlig årsnederbörd är 1 697 millimeter. Den regnigaste månaden är september, med i genomsnitt 263 mm nederbörd, och den torraste är december, med 19 mm nederbörd.